# Hoffe (plante)
Pour les articles homonymes, voir Hoffe.
Espèce
Synonymes
- Dioscorea anthropophagorum A.Chev. (1913)[1]
- Dioscorea bulbifera var. albotuberosa Y.F.Zhou, Z.L.Xu & Y.Y.Hang (2008)[1]
- Dioscorea crispata Roxb. (1832)[1]
- Dioscorea heterophylla Roxb. (1832)[1]
- Dioscorea hoffa Cordem. (1895)[1]
- Dioscorea hofika Jum. & H.Perrier (1910)[1]
- Dioscorea korrorensis R.Knuth (en) (1924)[1]
- Dioscorea latifolia Benth. (1849)[1],[2]
- Dioscorea longipetiolata Baudon (1913)[1]
- Dioscorea perrieri R.Knuth (en) (1924)[1]
- Dioscorea pulchella Roxb. (1832)[1]
- Dioscorea rogersii Prain & Burkill (1914)[1]
- Dioscorea sativa f. domestica Makino (1912)[1]
- Dioscorea tamifolia Salisb. (1805)[1]
- Dioscorea violacea Baudon (1913)[1]
- Helmia bulbifera (L.) Kunth (1850)[1]
- Polynome bulbifera (L.) Salisb. (1866)[1]

L'hoffe (Dioscorea bulbifera), igname bulbifère, pomme-en-l'air à l'île de La Réunion, masako en Guyane, koko-bourik ou koko-milé en Martinique, "adò" en Guadeloupe, ou encore pomme Edward aux Seychelles, est une espèce de plantes de la famille des Dioscoreaceae. Cette plante grimpante originaire d'Afrique de l'Est et proche de l'igname (même genre botanique), donne des tubercules aériens comestibles, d'où son nom vernaculaire. Elle s'est répandue sur toutes les côtes est de l'océan Indien, puis dans les zones tropicales où elle est devenue envahissante.

## Synonymes
Outre les synonymes indiqués dans Plants of the World Online (voir à droite dans le bas de l'infobox), trois autres sont donnés par l'INPN :
- Dioscorea hoffa Cordem., 1895
- Dioscorea lutea Griseb., 1864
- Dioscorea sativa auct. non L., 1753, sensu Thunb., 1784[4]

## Description
Sa tige plus ou moins cylindrique est volubile et peut atteindre 12 mètres de long. Ses feuilles alternes ont un limbe cordé (en forme de cœur) de 10 à 17 centimètres et un long pétiole de 8 centimètres.
Elle ne fleurit presque jamais, pour autant elle produit de nombreuses bulbilles aériennes ovoïdes ou sphériques de 2 à 200 grammes pouvant atteindre 10 centimètres de diamètre. Ces bulbilles tombent sur le sol et servent à la multiplication de la plante en s'enracinant rapidement. Ils ne sont comestibles que lorsqu'ils se détachent de la tige et se consomment cuits comme des pommes de terre.

## Pousse et culture
La plante pousse et prolifère dès qu'elle a un support sur lequel s'enrouler, de la même façon que ses cousines Dioscorea. L'hoffe a un très grand développement foliaire. La tige sèche annuellement et la plante repart dès le début de l'été et dès les premières moussons par pousses depuis le tubercule qui grossit chaque année.
Elle aime les sols légers, bien drainés et plutôt riches.
La culture en plante d'intérieur est possible, ses larges feuilles en font une espèce très décorative.

## Utilisation et propriétés
Dans la médecine traditionnelle malgache, sa pulpe séchée est utilisée contre les plaies, blessures, furoncles. En Inde, les hoffes servent également à traiter les ulcères, les hémorroïdes, la syphilis et la dysenterie. Les feuilles sont utilisées contre le mal des yeux.
Selon  une étude publiée en avril 2010] dans le International Journal of Molecular Sciences, la hoffe est l'une des plantes les plus antioxydantes parmi les 56 étudiées dans cette étude, avec un taux de 708,73 μmol Trolox/g.

## Liste des variétés
Selon BioLib (7 août 2017) :
- variété Dioscorea bulbifera var. bulbifera
- variété Dioscorea bulbifera var. elongata F.M. Bailey

Selon NCBI (7 août 2017) :
- variété Dioscorea bulbifera var. sativa
- variété Dioscorea bulbifera var. vera

Selon Tropicos (7 août 2017) (Attention liste brute contenant possiblement des synonymes) :
- variété Dioscorea bulbifera var. albotuberosa Y.F. Zhou, Z.L. Xu & Y.Y. Hang
- variété Dioscorea bulbifera var. anthropophagorum (A. Chev. ex Jum.) Prain & Burkill ex Summerh.
- variété Dioscorea bulbifera var. bulbifera
- variété Dioscorea bulbifera var. crispata (Roxb.) Prain
- variété Dioscorea bulbifera var. elongata (F.M. Bailey) Prain & Burkill
- variété Dioscorea bulbifera var. pulchella (Roxb.) Prain
- variété Dioscorea bulbifera var. sativa L.
- variété Dioscorea bulbifera var. suavia Prain & Burkill
- variété Dioscorea bulbifera var. vera Prain & Burkill